# أندريه ألشان
أندريه ألشان (مواليد 18 مارس 1960) هو مبارز بالسيف من الاتحاد السوفيتي، مثّل بلاده في الألعاب الأولمبية الصيفية 1988.

## روابط خارجية
أندريه ألشان على موقع أوليمبيديا (الإنجليزية)